# Czas zamarły
Czas zamarły – tomik poetycki Tadeusza Kijonki. Zbiór ten zawiera wiersze poety z czasów stanu wojennego. Tomik ukazał się po raz pierwszy w 1991 nakładem warszawskiego wydawnictwa Czytelnik. Zbiór jest obszerny. Zaprezentowano w nim ponad siedemdziesiąt utworów. Najdłuższym z nich jest poemat Atlas losów. Wiersz Zwiastowanie związany ze Śląskiem poeta poświęcił strajkom górników w grudniu 1981.